# Juan Manuel Gozalo
Juan Manuel Gozalo Gómez (Muriedas, Cantabria, 13 de septiembre de 1944-Santander, 11 de abril de 2010) fue un periodista deportivo español.
En 2010, la Academia de las Artes y las Ciencias Radiofónicas de España instauró el Premio Juan Manuel Gozalo de Radiofonismo Deportivo, como homenaje a Juan Manuel Gozalo.

## Biografía
Conocido como Juanma o Kubalita por sus amistades, debutó en la radio a los nueve años, formando parte del cuadro de actores infantiles de la Cadena SER. Posteriormente, continuó colaborando en Radio Intercontinental, en la Cadena Azul de Radiodifusión y en Radio Juventud (en el programa La antorcha).
Tras trabajar en la Agencia de Noticias ALFIL (EFE deportes) y en el diario Pueblo, en 1970, se incorporó a la plantilla de Radio Nacional de España, de la que llegó a ser director de Deportes entre 1989 y 1996.
En Televisión Española presentó el espacio deportivo Estudio estadio, con el que colaboró desde 1977 y al frente del cual se mantuvo entre 1980 y 1985. En Telemadrid presentó el espacio deportivo La prórroga —dirigido por Fernando Olmeda— al frente del cual se mantuvo entre 1997 y 1998.
Entre 1989 y 2007 (año en que fue prejubilado), presentó y dirigió el programa decano de la radio deportiva en España: Radiogaceta de los deportes, en RNE.
Desde principios de septiembre de 2007, trabajó en Radio Marca presentando de 8 a. m. a 10 a. m. de lunes a viernes el espacio «La Futbolería» en el programa Directo Marca.
Simultáneamente a su labor en los medios audiovisuales, colaboró también en prensa escrita, en periódicos como Informaciones, Hoja del Lunes, el diario Marca y como analista de cada jornada de liga para elmundo.es.
Tras varios meses de compaginar su trabajo con la enfermedad, el miércoles 7 de abril de 2010, realizó su último programa radiofónico en Radio Marca (Directo Marca).
Falleció el 11 de abril de 2010 como consecuencia de un cáncer.
El periodista fue despedido en su funeral por más de un millar de personas, entre las que se encontraban varios miembros relevantes del deporte español.
La Asociación de Prensa Deportiva de Cantabria instituyó en diciembre de 2010 el Premio Juan Manuel Gozalo para homenajear al periodista. El primer galardonado fue Vicente del Bosque.

## Olimpismo
Cubrió once Juegos Olímpicos de verano, desde México 1968 a Pekín 2008.
Escribió junto con el periodista Fernando Olmeda el libro Españoles de oro (1999), en el que reunieron las historias de los medallistas españoles que lograron el oro olímpico hasta Atlanta 1996.

## Fútbol sala
Fue uno de los grandes impulsores del fútbol sala en España. Adaptó sus normas, junto con Joan Camps y Antonio Res.
A principios de los años ochenta, fundó el club Unión Sport e impulsó la creación de la primera Liga Nacional de Fútbol Sala del país (con cuarenta y cinco equipos), de la que llegó a ser presidente durante seis años. También presidió de la Asociación de Clubes Españoles de Fútbol Sala (ACEFS).
Entre otros, colaboró en la autoría del ensayo El fútbol sala, pasado, presente y futuro.

## Actividad política
Desde mayo de 2007, tras encabezar las lista del Partido Popular en su municipio natal, y hasta su muerte en 2010, fue concejal de Camargo por dicha formación.

## Premios y distinciones
- Premio Ondas (Nacionales de Radio) en 1990 y 1992
- Premio Juego Limpio
- Premio de la revista Sport Illustrated
- Premio Don Balón por el programa Tablero deportivo
- Medalla de Plata de la Real Orden del Mérito Deportivo (1996)
- Medalla de Oro de la Real Orden del Mérito Deportivo (2010)